# Ducatul Curlandei și Semigaliei (1918)

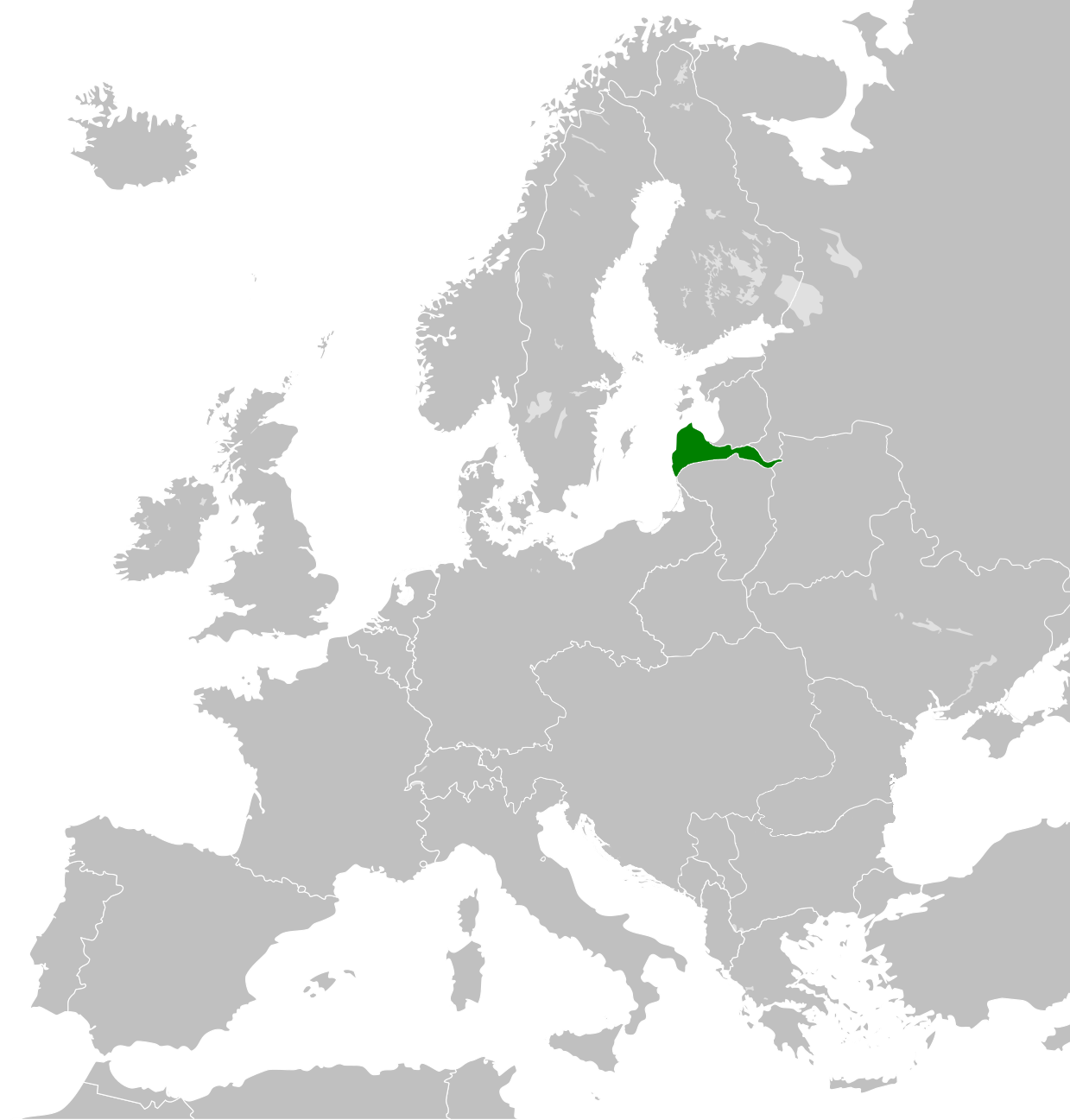
Harta ducatului în 1918

Ducatul Curlandei și Semigaliei a fost un stat format în Curlanda în timpul Primului Război Mondial, vasal al Imperiului German, de către minoritatea de germani baltici, cu scopul de a recrea ducatul medieval cu același nume, cu capitala la Riga. Cu toate că la început guvernul german a părut să simpatizeze cu acest tânăr stat, după izbucnirea Revoluției germane acesta a fost nevoit să transfere controlul regiunii nou-proclamatei Letonii.